# McLaren MP4/6
O MP4/6 e MP4/6B é o modelo da McLaren das temporadas de 1991 e de duas provas no início da de 1992 da F-1 respectivamente. Condutores: Ayrton Senna e Gerhard Berger. 
A equipe conquistou com o MP4/6, o Mundial de Pilotos (Senna) e o de Construtores em 1991.  

## Cronologia do McLaren MP4/6
1991 - MP4/6: Ayrton Senna e Gerhard Berger
1992 - MP4/6B: Ayrton Senna e Gerhard Berger

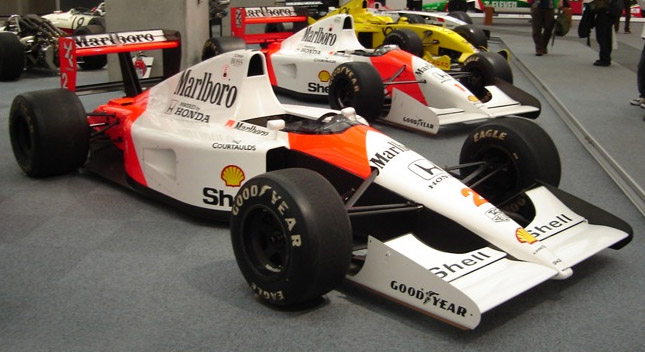
McLaren MP4/6 de Gerhard Berger de

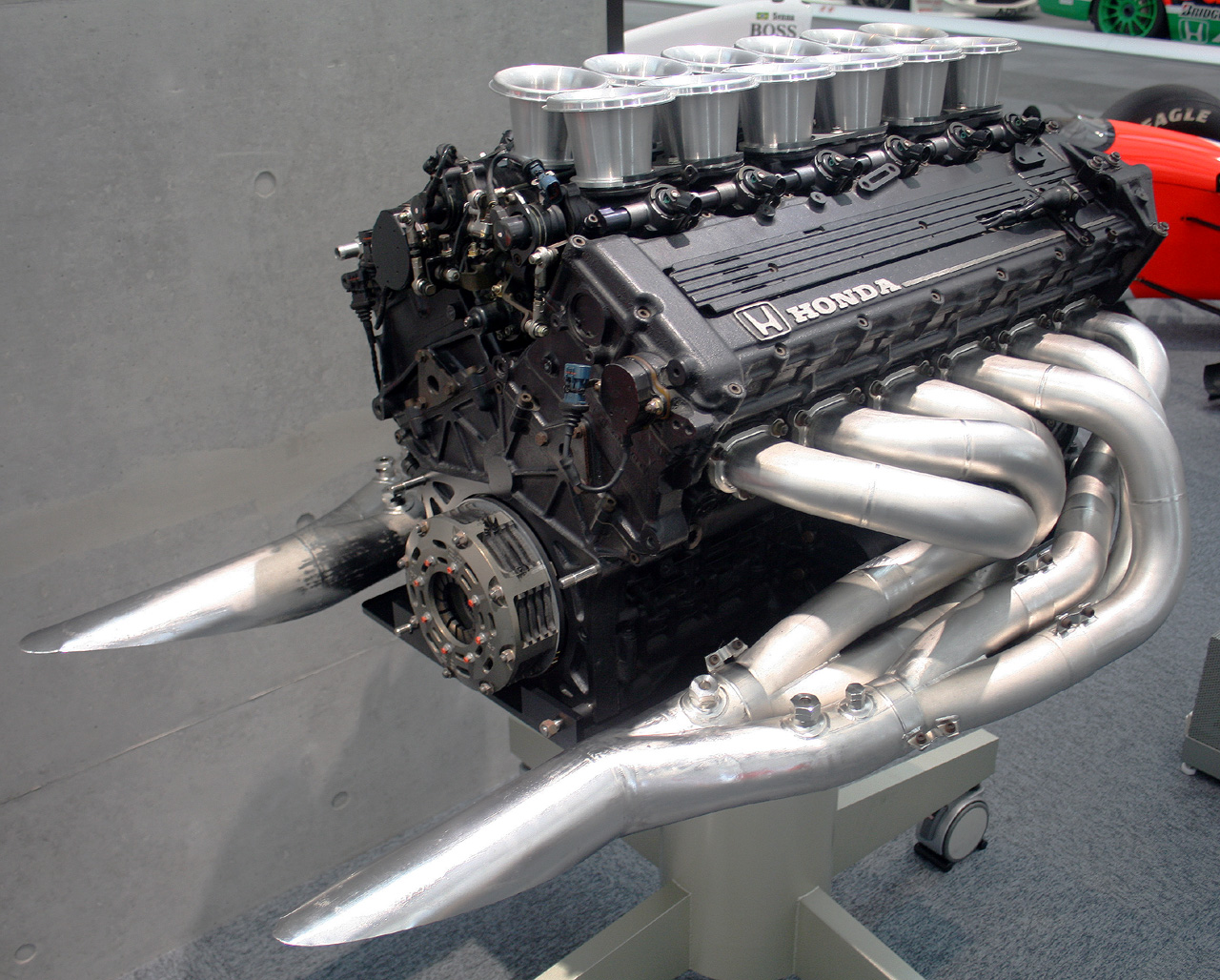
Motor Honda RA121E V12 utilizado pela McLaren em.

## Resultados[1][2]
(legenda) (em negrito indica pole position e itálico volta mais rápida)
| Ano  | Chassi | Motor            | Pneus | N° | Pilotos        | 1   | 2   | 3   | 4   | 5   | 6   | 7   | 8   | 9   | 10  | 11  | 12  | 13  | 14  | 15  | 16  | Pontos  | Posição |  |
| ---- | ------ | ---------------- | ----- | -- | -------------- | --- | --- | --- | --- | --- | --- | --- | --- | --- | --- | --- | --- | --- | --- | --- | --- | ------- | ------- |  |
|      |        |                  |       |    |                |     |     |     |     |     |     |     |     |     |     |     |     |     |     |     |     |         |         |  |
|      |        |                  |       |    |                | USA | BRA | SMR | MON | CAN | MEX | FRA | GBR | GER | HUN | BEL | ITA | POR | ESP | JPN | AUS |         |         |  |
| 1991 | MP4/6  | Honda RA121E V12 | G     | 1  | Ayrton Senna*  | 1   | 1   | 1   | 1   | Ret | 3   | 3   | 4†  | 7†  | 1   | 1   | 2   | 2   | 5   | 2*  | 1   | 139*    | 1°      |  |
| 1991 | MP4/6  | Honda RA121E V12 | G     | 2  | Gerhard Berger | Ret | 3   | 2   | Ret | Ret | Ret | Ret | 2   | 4   | 4   | 2   | 4   | Ret | Ret | 1   | 31  | 139*    | 1°      |  |
|      |        |                  |       |    |                |     |     |     |     |     |     |     |     |     |     |     |     |     |     |     |     |         |         |  |
|      |        |                  |       |    |                | RSA | MEX | BRA | ESP | SMR | MON | CAN | FRA | GBR | GER | HUN | BEL | ITA | POR | JPN | AUS |         |         |  |
| 1992 | MP4/6B | Honda RA122E V12 | G     | 1  | Ayrton Senna   | 3   | Ret |     |     |     |     |     |     |     |     |     |     |     |     |     |     | 92 (99) | 2°      |  |
| 1992 | MP4/6B | Honda RA122E V12 | G     | 2  | Gerhard Berger | 5   | 4   |     |     |     |     |     |     |     |     |     |     |     |     |     |     | 92 (99) | 2°      |  |

* Campeão da temporada.
† Completou mais de 90% da distância da corrida.
↑1  Prova encerrada com 14 voltas por causa da chuva. Foi atribuído metade dos pontos. 
↑2  Do GP do Brasil até a última prova do campeonato utilizou o MP4/7A marcando 90 pontos.